# Petrovce (okres Sobrance)
Petrovce (Hongaars: Ungpéteri) is een Slowaakse gemeente in de regio Košice, en maakt deel uit van het district Sobrance.
Petrovce telt 226 inwoners.